# Poručík
Poručík je základní důstojnická hodnost policií, armád i hasičských sborů po celém světě.
Por. je zkratka pro aktivního poručíka a Por.v.v. je zkratka hodnosti poručíka ve výslužbě.
Často existuje v několika formách, v české policii jako poručík, podporučík a nadporučík, v české armádě a armádě slovenské se nepoužívá verze pod- a v armádě americké je stupeň poručické hodnosti vyjádřen pořadovou číslovkou (Second nebo First Lieutenant).
V české armádě je nejbližší hodností nadporučík, nižší hodnost podporučík byla od 1. ledna 2011 zrušena. Poručík patří mezi nižší důstojníky stejně, jako např. kapitán. Hodnostní označení tvoří dvě trojcípé zlaté hvězdy.

## Ekvivalentní hodnost v zahraničí
- Angola Segundo Tenente
- Argentina Teniente
- Bolívie Teniente
- Bosna a Hercegovina Porucnik
- Brazílie Tenente
- Dánsko Løjtnant
- Finsko Luutnantti
- Estonsko Leitnant
- Chorvatsko Poručnik
- Itálie Tenente
- Lotyšsko Lietnants
- Maďarsko Hadnagy
- Norsko Fenrik
- Německo Leutnant
- Polsko Porucznik
- Slovensko Poručík